# Els fruits saborosos
Els fruits saborosos (Los frutos sabrosos en Castellano) es un poemario escrito por Josep Carner en 1906 compuesto por dieciocho obras de extensión más bien breve que marcó un punto de inflexión en la trayectoria del autor —es considerada su primera obra novecentista— y a la vez es un hito dentro del movimiento del Novecentismo, junto con la aparición del Glosari de Xènius en La Veu de Catalunya y el Cucut.

## Ediciones
La primera edición de Els fruits sabrosos se acabó de imprimir el 1 de febrero de 1906 en los obradores de Joaquim Huerta. Posteriormente, a lo largo de su vida, Carner publicó dos ediciones más, una en 1928 y la otra en 1957 que, según los análisis literarios, son una de las ejemplificaciones más representativas de la evolución de su técnica poética.
Si bien la primera edición de 1906 se caracterizaba por el uso de un catalán contemporáneo no normativo, la de 1928 requirió que Carner introdujera cambios profundos para adaptarla a la nueva normativa de Pompeu Fabra. La de 1957, por otro lado, acaba de adoptar una tendencia despersonalitzadora y se enmarca en su última recopilación de obras: la antología poética Poesía de 1957.

## Estructura y análisis
En todos los poemas, el poeta se sirve de un doble pretexto: uno, el fruto que da título a cada poema, y el otro, la hipotética reflexión sobre el paso del tiempo. A lo largo de la compilación hay una determinada caracterización de los personajes de acuerdo con su estadio vital — a la niñez le corresponde la inocencia, a la madurez la serenidad y a la vejez la resignación —, pero todo siempre en una línea pretextual, con un uso manipulado del idilio clásico en los tres estadios. Esta manipulación tiene como objetivo la fijación de unos determinados valores morales que siempre son los mismos: la previsión, el dominio de la naturaleza, la cordura, la serenidad, el control de las situaciones, la familia, el placer en las pequeñas cosas y en general todo el ideario novecentista.
Las composiciones están ordenadas según la etapa vital a la que pertenecen, y en todas el paso del tiempo está aceptado con la armonía propia del clasicismo. Así pues, en los poemas sobre la vejez, siempre prevalecerá el aspecto positivo que posibilita la resignación y el saber sacar provecho de las circunstancias.
La métrica predominante en Els fruits sabrosos es el verso alejandrino con cesura después de la sexta sílaba, que remarca la estructura clasicista y a la vez muestra el virtuosismo de la lírica carneriana.
Por otro lado, las referencias a la cultura clásica son numerosas en los nombres de los personajes y el gusto por la ambientación mediterránea de las escenas, totalmente contraria al ideario del modernismo.